# Provincia de Yauyos

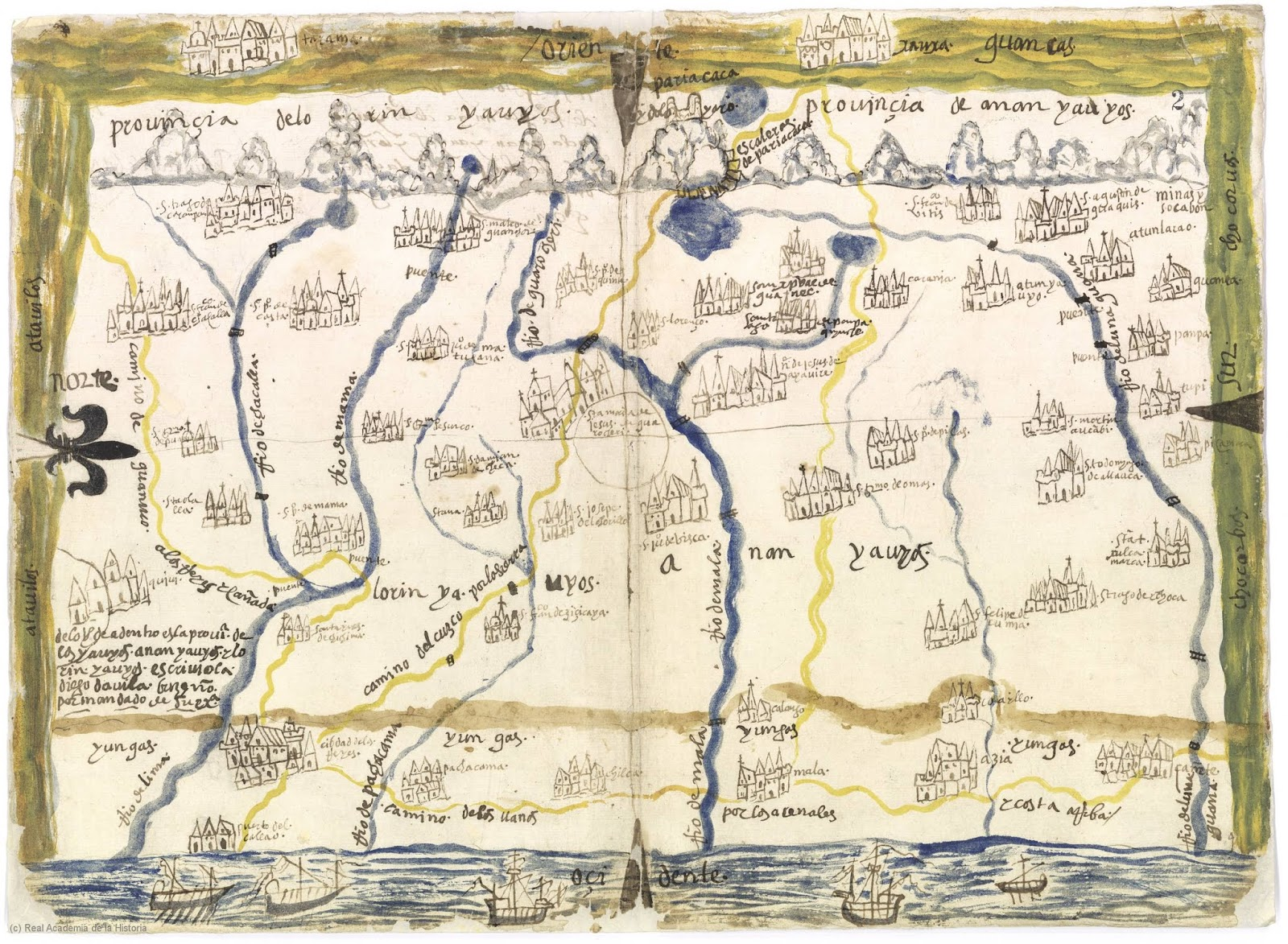
Mapa de los Yauyos: Hanan Yauyos (Yauyos) y Lurin Yauyos (Huarochíri), según el corregidor Diego Dávila Briceño.

La provincia de Yauyos es una de las diez que conforman el departamento de Lima en el Perú. Se encuentra en la circunscripción del Gobierno regional de Lima-Provincias.
Ubicada en el sureste del departamento de Lima, limita por el norte con la provincia de Huarochirí; por el este con el departamento de Junín y el departamento de Huancavelica; por el sur con el departamento de Ica, y por el oeste con la provincia de Cañete.
Dentro de la división eclesiástica de la Iglesia católica del Perú, pertenece a la prelatura de Yauyos. Judicialmente se encuentra bajo la jurisdicción del Distrito Judicial de Cañete.

## Historia
La provincia de Yauyos se crea por decreto del generalísimo José de San Martín, el 4 de agosto de 1821, como parte del departamento de Lima. Sus primeros nueve distritos fueron creados en la época de la independencia en 1825 durante la administración de Simón Bolívar. Estos nueve distritos son: Yauyos, Huáñec, Laraos, Ayavirí, Omas, Tomas, Tauripampa, Pampas (hoy Colonia), Víñac y Chupamarca. En 1898 Huangáscar que era de Castrovirreyna viene a Yauyos por permuta con Chupamarca. Los restantes veinticuatro distritos fueron creados en la época republicana desprendiéndose de los primeros nueve distritos, hasta completarse los treinta y tres distritos que actualmente tenemos.

### Época preincaica
Los pobladores yauyinos en los primeros periodos vivieron en cavernas formando agrupaciones de familias. Las principales cavernas encontradas son Cuchimachay en Tanta, Topunte en Huáñec, Quilcasca en Laraos y Shocoparara en Huancaya.
Pasados miles de años, se forma la cultura primaria yauyos como fusión de la cultura kauki y aimara.
En el periodo de los reinos regionales, los yauyos se agrupan en confederación de tribus encabezados por cuatro pueblos: Ñaupahuasi, Ampahuasi, Vichuca y Kariachi, a los que se les denominó el Hatun Yauyos, y ellos conquistaron nuevas tierras, hasta formarse la provincia de los Yauyos. Dice el primer corregidor Diego Dávila Briceño: 
«Está esta provincia de Yauyos partida en dos partes, el ANAN YAUYOS y LORIN YAUYOS: Anan Yauyos llaman a los que están más a la parte sur (Yauyos actual) y Lorin Yauyos los que están hacia la parte norte (Huarochirí actual)». Gobernado por el curaca de los yauyos que residía en Ñaupahuasi. Su lengua fue el cauqui y Jaqaru. 

### Época incaica
Se inicia al ser conquistado por los incas mediante una alianza alrededor del año 1450, encabezada por el príncipe Túpac Yupanqui hijo del inca Pachacútec.
Por Yauyos, emprenden los incas la conquista del Gran Chimú y luego  del Reyno Huarco (Cañete).
Por el territorio yauyino, pasaban dos caminos incas para venir del Cusco a la Costa. El primer y principal camino era procedente de Jauja, pastales de Cochas (Yauyos), Huarochirí y Pachacámac. 
Los yauyos colaboraron con los emperadores incas prestando servicios de mitimaes en la tierra de los huancas, donde formaron las poblaciones de Yauyos y Muquiyauyo. 

### Época de la invasión
Francisco Pizarro desde Jauja, solicita apoyo y alianza a los yauyos, pero respondieron negativamente, entonces decide conquistarlo e invadirlo por la fuerza despachando un batallón de jinetes al mando de Hernando de Soto y Diego de Agüero en 1534 derrotando al ejército yauyino, siendo así conquistados. 
En la guerra de la Reconquista encabezada por Manco Inca, los yauyos participaron en las batallas de cerco a Lima. Luego de ellas, Pizarro dispone que en los Yauyos se establezcan cinco repartimientos: Mancos y Laraos, Hatun Yauyos, Huarochirí, Mama y Chacalla; los dos primeros en el HANAN YAUYOS o actual provincia de Yauyos y los tres restantes en el HURIN YAUYOS o actual provincia de Huarochirí. 
En la guerra civil entre los conquistadores, sacaron gente yauyina para sus tropas, por ser gente inclinada a la guerra según narra su primer corregidor.

### Época del virreinato
En 1571 se inicia la fundación de los primeros pueblos actuales, como «reducción de indios». El primero en fundarse fue la ciudad de Yauyos, dice al respecto su fundador Diego Dávila de Briceño: 
«…aunque estos Yauyos era poca gente y estaban poblados en cuatro pueblezuelos, que yo reduje en uno que se llama Santo Domingo de Atun Yauyo. Serán hasta trescientos y cincuenta indios tributarios. Y por estos, como dicho es, tiene toda esta provincia nombre de Yauyos». 
A continuación, fundaron pueblos en los cinco repartimientos ya dichos, que de más de doscientos que encontraron los españoles, lo redujeron a treinta y nueve fundando en sitios más bajos; de los que veintidós fueron fundados en el Hanan Yauyos o actual provincia de Yauyos y diecisiete en el Hurin Yauyos o actual provincia de Huarochirí, conformándose el Corregimiento de los Yauyos. Por esos años, existía en los Yauyos un total de diez mil indios tributarios o personas entre dieciocho y cincuenta años de edad, que pagaban el tributo de indígena. Poco después, Huarochirí se separa de Yauyos para formar un nuevo corregimiento.
En 1588 Santo Toribio de Mogrovejo, visita los pueblos de la provincia de Yauyos y el 20 de septiembre realiza el V Sínodo Diocesano Limense en Huáñec. En 1602 regresa Santo Toribio para realizar su segunda visita pastoral, dejando constancia que había en Yauyos 15 377 habitantes y las personas en edad de tributar pagaban 2210 pesos.
Según el cuadro tributario de 1754, Yauyos era una de las 15 provincias del Arzobispado de Lima con 6833 habitantes y sus pobladores en edad de tributar pagaban 3185 pesos, habiendo 275 personas reservadas o exoneradas, 3678 mujeres, 1535 muchachos, 10 caciques y 7 sacerdotes.
En 1784, a consecuencia de la revolución de Túpac Amaru II, en el Perú se implanta el régimen de las intendencias, y Yauyos pertenece a la intendencia de Lima y es denominado Partido de Yauyos a cargo de un subdelegado español.

### Época de la emancipación o independencia
Después del desembarco de San Martín en Paracas, en septiembre de 1820, y luego del recorrido de Juan Antonio Álvarez de Arenales por la sierra central, la población yauyina organiza sus guerrillas, encabezadas por Juan Evangelista Vivas. En mayo de 1821 los yauyinos deponen a las autoridades españolas de Yauyos y, nombran alcalde patriota a Romualdo Elguera y gobernador a José Guillermo Cayro. Luego con las guerrillas de Huarochirí y Canta, asedian la capital  -Lima-, para que salga el virrey e ingrese el general José de San Martín, que lo hace el 10 de julio. Al evacuar La Serna, por Yauyos a Jauja, los yauyinos le presentaron sucesivas batallas, entre ellas la Batalla de Pilas el 16 de julio donde el ejército colonial es derrotado. El sábado 28 de julio de 1821, San Martín proclama la Independencia del Perú; ese mismo día el virrey José de la Serna y sus tropas ingresan al pueblo de Carania y la saquean, y al no encontrar alimentos terminan por incendiarla; los pobladores la habían abandonado para que los realistas no se aprovisionen de víveres. El 30 y 31 de julio se da la Batalla de Puente Llapay. 
CREACIÓN DE LA PROVINCIA DE YAUYOS:
El 4 de agosto de 1821 el Generalísimo José de San Martín crea la provincia de Yauyos, el dispositivo dice (extracto):
«Decreto Supremo

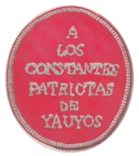
Principal galardón otorgado por San Martín a Yauyos: "A los constantes patriotas de Yauyos".

1.º Los Partidos del Cercado de la Capital, Yauyos, Cañete, Ica y el Gobierno de Huarochirí, formarán uno de los Departamentos Libres del Perú, bajo la denominación de Departamento de la Capital». 
La provincia continuaba conformada por doctrinas o parroquias. 
El 1 de octubre de 1821, San Martín otorga la primera medalla a las guerrillas de Yauyos con las inscripciones: 
«EL VALOR ES MI DIVISA» Y
«A LAS PARTIDAS DE GUERRILLAS».
Los pueblos de Yauyos empiezan a jurar su independencia: el 18 de noviembre de 1821 lo hacen San Gerónimo de Omas y el pueblo de Allauca; y el 20 de noviembre Atun Yauyos, Pampas y Tauripampa.
El 24 de noviembre de 1821 San Martín otorga la segunda medalla a los yauyinos con la inscripción: 
«A LOS CONSTANTES PATRIOTAS DE YAUYOS».
El 21 de febrero de 1822, el párroco de Huáñec exhorta a los pobladores a que todos luchen por la independencia, el 25 de febrero de 1822 los párrocos de Ayavirí y Laraos les hace la exhortación; y el 26 de febrero de 1822 Laraos jura su independencia. 

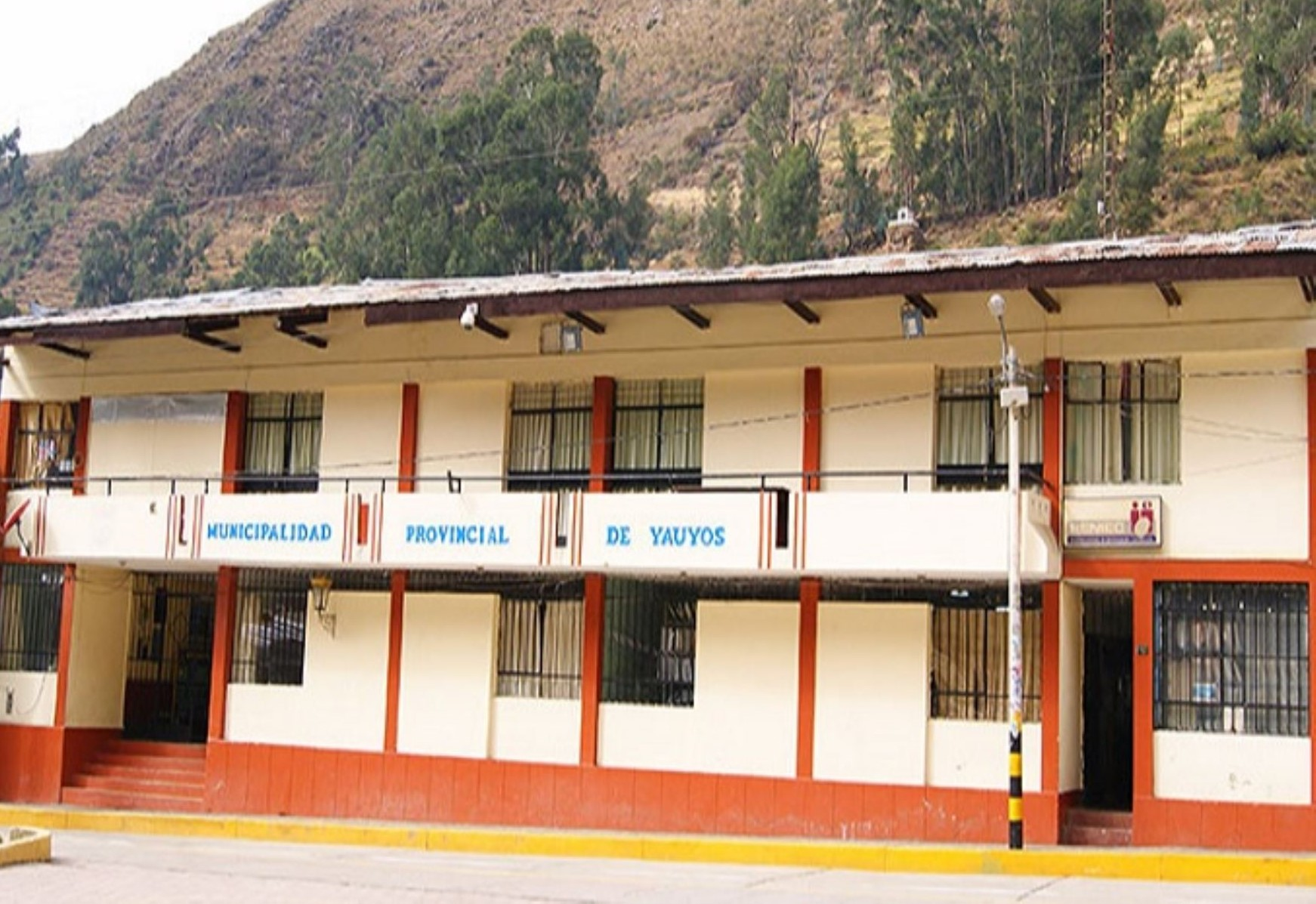
Municipalidad Provincial de Yauyos

A fines de 1822, de Omas y Viscas parten ciudadanos yauyinos para integrar el primer Ejército peruano denominado Legión Peruana de la Guardia, el primer grupo fue conducido por el capitán Francisco Vidal (más tarde presidente de la república) y el segundo por el capitán del Ejército Libertador don José Manuel Abal. En las batallas de Junín y Ayacucho, los yauyinos participaron en el Ejército Unido Libertador integrando los escuadrones  vencedores. 
CREACIÓN DE LOS PRIMEROS DISTRITOS: En 1825, durante la administración de Simón Bolívar, se crean los 9 primeros distritos de la provincia: Yauyos, Huáñec, Laraos, Omas, Ayavirí, Tauripampa, Pampas (hoy llamado Colonia), Víñac y Chupamarca, dando cumplimiento a la Constitución de 1823 que disponía que el Perú se dividirá en distritos. Hasta 1825 los futuros distritos eran denominados doctrinas o parroquias.

### Época de la república
El poblador yauyino, se dedicaba a la ganadería y agricultura arrasadas por la guerra de la independencia. 
Por ley de 2 de enero de 1857, se crean las primeras municipalidades mediante elecciones en las 9 capitales de distritos, y en los pueblos con más de 1000 habitantes; en la provincia de Yauyos y en todo el Perú, 

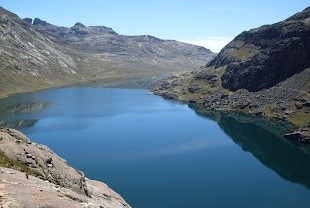
Laguna Ticllacocha, Huáñec, naciente del río Cañete.

En 1861, parte de la hacienda de Cochas —que hoy conforma la Reserva Paisajística Nor Yauyos Cochas—, que pertenecían al distrito de Huáñec, pasa a formar parte del distrito de Yauli, del departamento de Junín. 
En 1862 Antonio Raimondi recorre la provincia de Yauyos, haciendo estudio de su potencial natural.
En el censo de 1876, la provincia arroja una población de 15 075 habitantes, de lo que 7828 eran hombres y 7447 eran mujeres, contando con 9 distritos. 
En la guerra con Chile, la provincia mediante sus pobladores, participa en las batallas libradas en Lima y luego en la Campaña de la Breña con Andrés A. Cáceres.
En 1866 se decreta que el distrito de Huangáscar de Huancavelica, pase a Yauyos y el distrito de Chupamarca de Yauyos pase a Huancavelica, y se ratifica por ley de 1898.
En 1924 el pueblo de Pócoto y todo su territorio del distrito de Tauripampa, pasan a formar parte del distrito de Imperial de la provincia de Cañete. 
En 1940 el presidente Manuel Prado visita la capital de la provincia al inaugurar la carretera Cañete-Yauyos. Y, según el censo de ese año, la provincia contaba con 29 887 habitantes, de los cuales 13 427 era población urbana y 16 460 población rural, distribuidos en 20 distritos.
De acuerdo al censo de 1961, la provincia de Yauyos tenía 37 023 habitantes, contando con 18 031 hombres y 18 992 mujeres, con 29 distritos.
El presidente ingeniero Alberto Fujimori y luego el presidente Pedro Pablo Kuczynski visitaron la provincia de Yauyos conociendo el tramo del río Cañete.
El 14 de junio del 2022, el presidente profesor Pedro Castillo realizó el XV Consejo de Ministros Descentralizado en la ciudad de Yauyos.
Actualmente la provincia de Yauyos tiene treinta y tres distritos.

## División administrativa

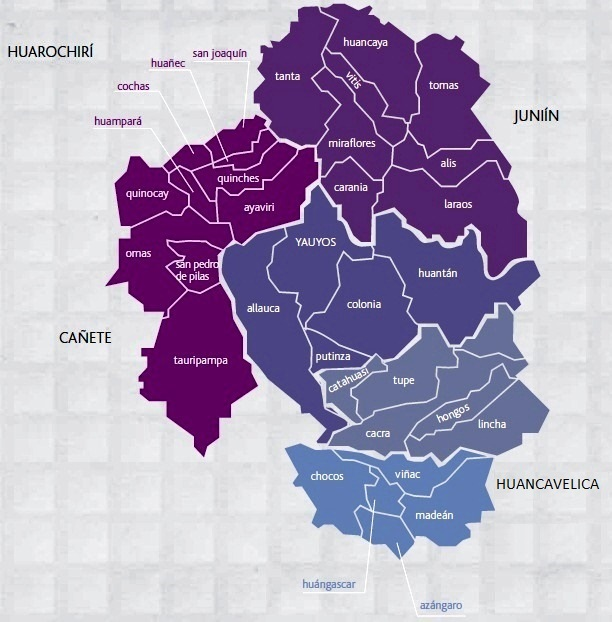
Mapa político de la provincia de Yauyos y sus treinta y tres distritos

La provincia tiene una extensión de 6901,58 km² y está dividida en 33 distritos:
| - Yauyos - Alis - Ayauca - Ayaviri - Azángaro - Cacra - Carania |  | - Catahuasi - Chocos - Cochas - Colonia - Hongos - Huampará - Huancaya |  | - Huangáscar - Huantán - Huáñec - Laraos - Lincha - Madeán - Miraflores |  | - Omas - Putinza - Quinches - Quinocay - San Joaquín - San Pedro de Pilas - Tanta |  | - Tauripampa - Tomas - Tupe - Víñac - Vitis |

## Población
Según el censo del 2007, la provincia tiene una población de 27 501 habitantes.

## Capital
La capital de esta provincia es la ciudad de Yauyos, que está ubicada en el distrito de Yauyos a 2887 m s. n. m. y tiene 637 viviendas. 12°27.602′S 75°55.310′O / -12.460033, -75.921833. La ciudad de Yauyos, antes fue pueblo y elevada a la categoría de villa, por ley de 3 de octubre de1836 firmada por el gran mariscal Andrés de Santa Cruz «…teniendo en consideración los antiguos servicios prestados a la causa de la independencia…». Esta villa fue elevada a la categoría de ciudad por Ley Regional n.º 490, de 29 de agosto de 1921, firmada por el presidente Augusto Leguía.

## Autoridades

### Regionales
- Consejeros regionales
  - 2019-2022[6]

  1. Jesús Antonio Quispe Galván (Fuerza Popular)
  2. Juan Rosalino Reyes Ysla (Movimiento Regional Unidad Cívica Lima)

### Municipales
- 2019-2022
  - Alcaldesa: Elva Filomena Dionisio Inga
- 2015-2018[7]
  - Alcalde: Diomides Alfonso Dionisio Inga, Movimiento Patria Joven (PJ).
  - Regidores: Juan Pablo Quispe Rodríguez (PJ), Francisco Javier Abarca Ramos (PJ), Nilton Walter Ascencio Peña (PJ), Sergio Vicente Reyes Ramos (PJ), Ada Jessica Farfán Fernández (PJ), Rogelio Edito Quispe Soriano (Concertación para el Desarrollo Regional), Antonio Gómez Quispe (Fuerza Regional).
- 2011-2014
  - Alcalde: Diomides Alfonso Dionisio Inga, Movimiento Concertación para el Desarrollo Regional (CDR).
  - Regidores: Francisco Javier Abarca Ramos (CDR), José Son Severo Goicochea Alvarado (Concertación para el Desarrollo Regional), Arcángela Betty Fernández Romero (CDR), Sofía Georgina Rodríguez Aguado (CDR), Frank Elio Ponce Reyes (CDR), Josías Sergio Luciani Mateo (Patria Joven), Froilán R. Trinidad Ramos (Partido Aprista Peruano).

### Policiales
- Comisaría de Yauyos
  - Comisario: Mayor PNP Abelardo Sandoval[8]

### Religiosas
- Prelatura de Yauyos[9]
  - Obispo Prelado: Mons. Ricardo García García
- Parroquia Nuestra Señora de la Asunción[10]
  - Párroco: Pbro. Artemio Quispe Huamán
  - Vicario parroquial: Pbro. José Carpio Urquizo

## Festividades
La fiesta patronal y fundación de Yauyos se lleva a cada 4 de agosto en la capital del mismo nombre y convoca a gran cantidad de gente.
Asimismo, en el mismo mes, también se realiza la festividad en honor a Santa Rosa de Lima.
Los carnavales de febrero también tienen gran convocatoria de gente.

## Turismo
El geógrafo Daniel López Mazzotti en su libro A mochila a Perú describe como atractivos un molino de piedra actualmente en desuso, una caída de agua a la salida del pueblo, un mirador en el cerro y las ruinas de Ñaupihuasi, todo esto en la ciudad de Yauyos.
En el mismo libro el autor menciona algunos lugares por visitar en la Reserva paisajística Nor Yauyos-Cochas:
- Cascadas y lagunas de Huancaya y Vilca.
- Lagunas de Piticocha, Mullucocha y Paucarcocha, en Tanta
- Sitios arqueológicos:
  - Huamanmarca en Carania
  - Huaquis en Miraflores
  - Vinchos y Andas en Canchayllo
- Andenerías de Laraos, Carania y Vitis, donde se puede observar cuatro tipos diferentes de andenes.
- Pinturas rupestres de Cuchimachay en Tanta y Quilcasca en Laraos.

## Galería

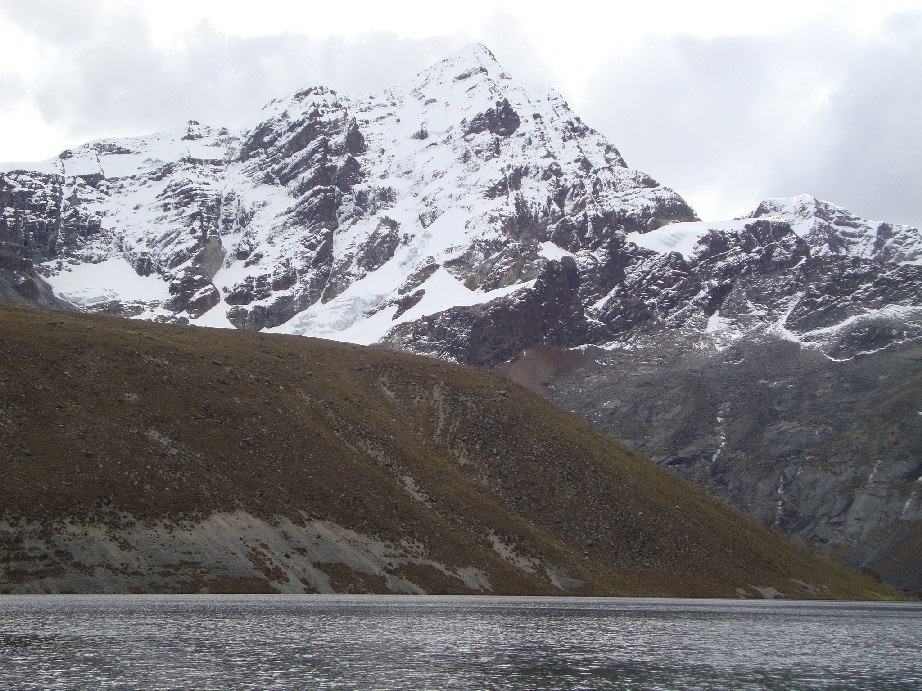
Nevado de Llongote, Yauyos
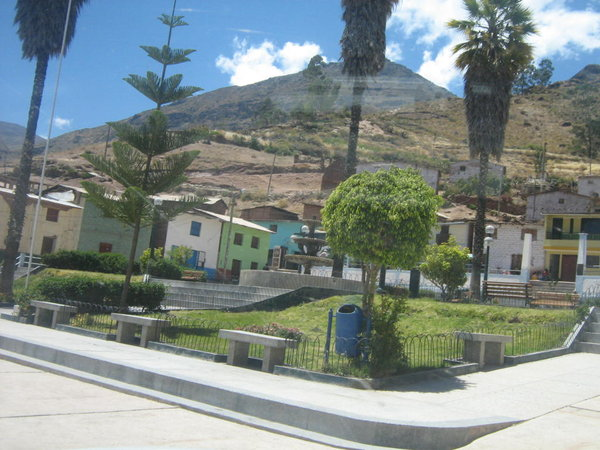
San Pedro de Pilas, Yauyos
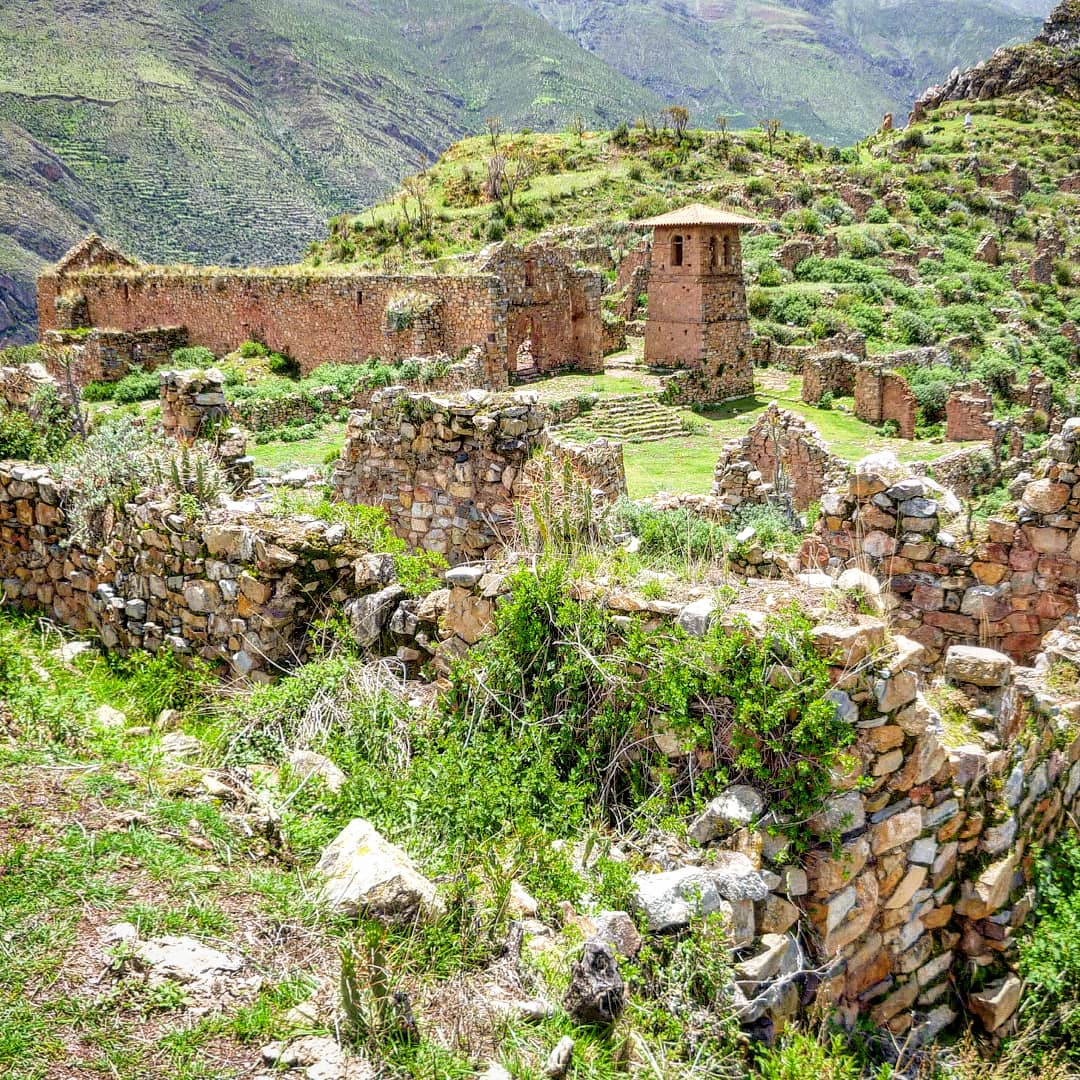
Pueblo Antiguo de Huaquis
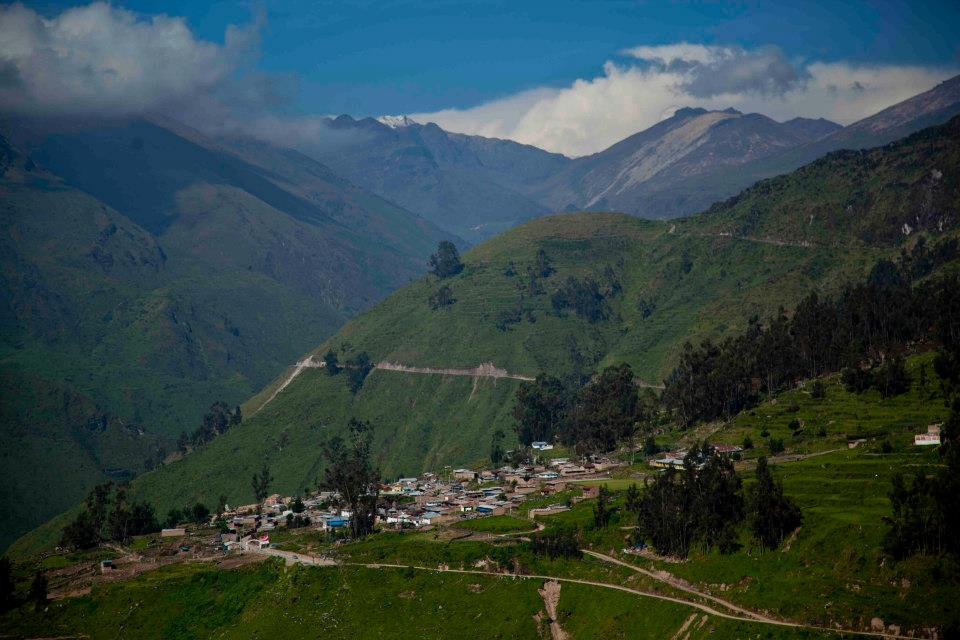
Vista panorámica de Ayavirí, Yauyos
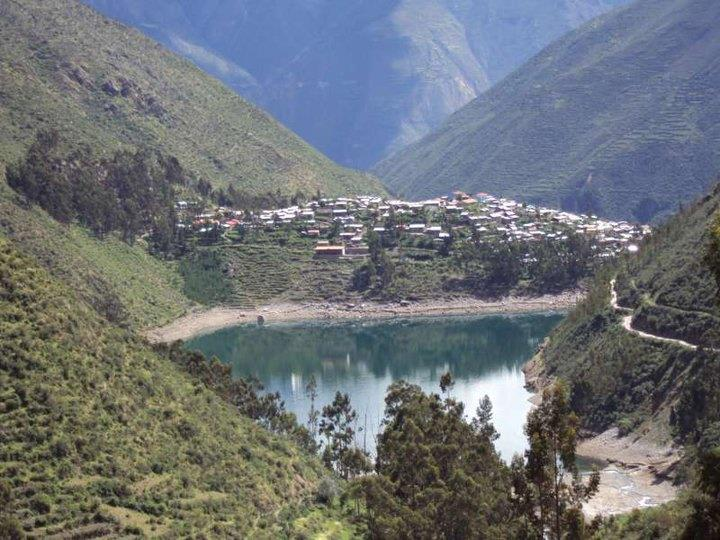
Laraos y laguna Cochapampa,Yauyos